# Чжан Хуайлу
Чжан Хуайлу (кит. 張懷祿, 1843 г., Чжугэдянь, провинция Хэбэй, Китай — 09.07.1900 г., Чжугэдянь, провинция Хэбэй, Китай) — святой Римско-Католической Церкви, катехумен, мученик.

## Биография
Чжан Хуайлу родился в 1843 году в населённом пункте Чжугэдянь, провинция Хэбэй. В это время в Чжугэдяне была миссия Римско-Католической церкви и проживало несколько католических семей. Несмотря на то, что его семья была против, Чжан Хуайлу в 1900 году решил стать католиком.
В 1899 году началось ихэтуаньское восстание боксёров, во время которого со стороны повстанцев стали жестоко преследоваться христиане. В июне 1899 года повстанцы потребовали от католиков, проживавших в Чжугэдяне, платить им выкуп за сохранение их жизни. Некрещёный Чжан Хуайлу также вносил свою часть в назначенную сумму выкупа. 9 июля 1900 года в село ворвались повстанцы в поисках христиан. Будучи престарелым, Чжан Хуайлу не смог вовремя скрыться от преследователей. Повстанцы предложили ему выплатить им выкуп за свободу. Односельчане просили повстанцев отпустить Чжана Хуайлу, потому что он ещё не стал католиком. Однако Чжан Хуайлу объявил повстанцам, что он считает себя католиком, за что сразу же был повален на землю и ему отрубили голову.

## Прославление
Чжан Хуайлу был беатифицирован 17 апреля 1955 года Римским Папой Пием XII и канонизирован 1 октября 2000 года Римским Папой Иоанном Павлом II вместе с группой 120 китайских мучеников.
День памяти в Католической Церкви — 9 июля.

## Источник
- George G. Christian OP, Augustine Zhao Rong and Companions, Martyrs of China, 2005, стр. 37  (англ.)